# 1553 en musique classique
| \| • Retour à la chronologie générale de la musique classique • \| |
| Grèce • Rome • Haut Moyen Âge • VIIIe siècle • IXe siècle • Xe siècle • XIe siècle XIIe siècle • XIIIe siècle • XIVe siècle • XVe siècle • XVIe siècle • XVIIe siècle XVIIIe siècle • XIXe siècle • XXe siècle • XXIe siècle |
| • Retour à la chronologie générale de la musique classique • |

| Années en musique classique : 1550 - 1551 - 1552 - 1553 - 1554 - 1555 - 1556    |
| Décennies en musique classique : 1520 - 1530 - 1540 - 1550 - 1560 - 1570 - 1580 |

## Naissances

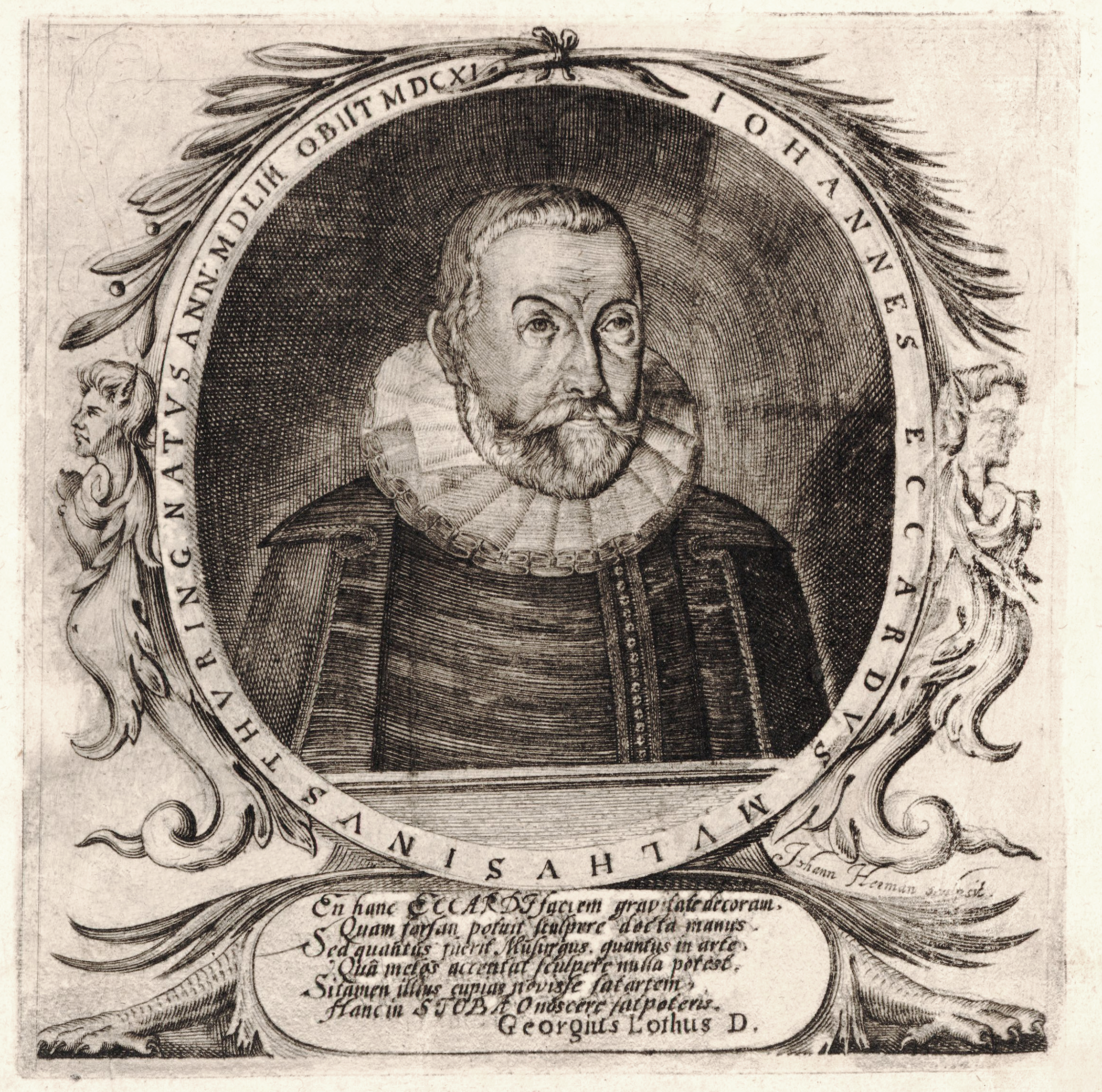
Johannes Eccard

- Johannes Eccard, compositeur allemand († 1611).
- Edmund Hooper, compositeur anglais († 14 juillet 1621).
- Leonhard Lechner († 1606), compositeur allemand.
- Luca Marenzio († 1599), compositeur italien.

## Décès

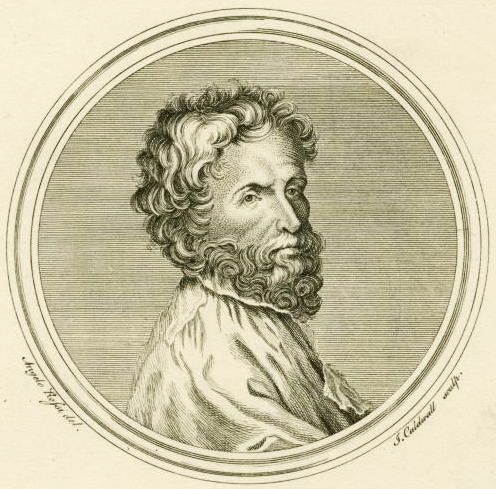
Cristobal de Morales

- 4 février : Caspar Othmayr, théologien et compositeur allemand (° 12 mars 1515).
- 7 mars : Wolfgang Dachstein, poète, mélodiste, compositeur et organiste allemand (° 1487).

Date indéterminée :
- Mateo Flecha, compositeur espagnol (° 1481).
- Cristobal de Morales, compositeur espagnol de musique sacrée (° 1500).
- Matteo Rampollini, compositeur italien (° 1497).
- vers 1553 : Johannes Heer, compositeur, copiste suisse (° vers 1489)